# Митчелл, Уильям Ормонд
Уильям Ормонд Митчелл, более известный как У. О. Митчелл (13 марта 1914 — 25 февраля 1998) — канадский писатель и телеведущий. Его лучший роман — «Кто видел ветер» (1947), который описывает жизнь в канадских прериях и разошелся почти миллионным тиражом в Канаде. Также известен как телеведущий радиосериала «Джейк и малыш», который транслировался на радио Си-би-си с 1950 по 1956 год и также был посвящен жизни в стране.

## Биография
Митчелл родился в Уэйберне, штат Саскачеван. В 1943 году получил степень бакалавра с правом преподавания в Университете Альберты, изначально обучался в Университете Манитобы. В университетские годы Митчелл стал членом братства Дельта Каппа Эпсилон (Delta Phi chapter).
Автор романов, рассказов и пьес, Митчелл наиболее известен своим романом 1947 года «Кто видел ветер», который разошелся почти миллионным тиражом в Северной Америке, а также радиосериалом и более поздним сборником рассказов 1961 года «Джейк и малыш», который впоследствии получил премию Стивена Ликока. Его часто называли канадским Марком Твеном за его яркие рассказы о приключениях маленьких мальчиков.
Первые произведения Митчелла были опубликованы в 1942 году во время его преподавания в школе. В 1948 году писатель решил переехать в Торонто, где стал художественным редактором журнала Маклина.
Помимо подготовки большого объёма работ, Митчелл работал профессором письма и писателем-резидентом в нескольких канадских университетах, а также был директором отдела письменности Центра Банфа. Последние годы жизни он провел в Калгари, провинция Альберта, где и умер в 1998 году.

## Награды
В 1973 году Митчелл был провозглашен офицером канадского ордена. В списке других наград, полученных Митчеллом, числятся почетные докторские степени пяти канадских университетов и присяга в качестве члена тайного совета королевы Канады. Присягу писатель принял 5 ноября 1992 года. В 2000 году правительство Канады наградило Митчелла почтовой маркой с его изображением. В честь Митчелла были названы школы в Калгари и Онтарио (W. O. Mitchell Elementary School).